# Pałac Woroncowa w Petersburgu
Pałac Woroncowa (ros. Воронцовский дворец, Woroncowskij dworiec) – pałac przy ulicy Sadowej w Petersburgu, wzniesiony w latach 1749–1757 według projektu Bartolomeo Rastrellego dla Michaiła Woroncowa. 

## Historia
Pałac został wzniesiony w latach 1749–1757 dla hrabiego Michaiła Woroncowa. Już w 1763 r. Woroncow odsprzedał pałac, którego budowa i utrzymanie przekraczało jego możliwości finansowe, na rzecz skarbu państwa rosyjskiego, za kwotę 217 600 rubli. Przez kolejne siedem lat budynek pozostawał nieużytkowany. W 1770 r. goszczono w nim księcia pruskiego Henryka, który przybył do Petersburga, by omawiać z cesarzową Katarzyną II projektu rozbioru Polski.
W końcu lat 90. XVIII w. obiekt został przekazany Zakonowi Maltańskiemu. W związku z tym w latach 1798–1800 do budynku dostawiono rzymskokatolicką kaplicę, zaprojektowaną przez Giacomo Quarenghiego w stylu klasycystycznym. Gdy Zakon Maltański przestał działać w Rosji, w 1810 r. car Aleksander I polecił rozmieścić w pałacu Korpus Paziów. W związku z nowym zastosowaniem przekształcono układ wnętrz pałacu, usuwając ich pierwotne dekoracje.
Po upadku caratu i po rewolucji październikowej budynek zajmowała partia socjalistów-rewolucjonistów. Eserowcy zostali zmuszeni do opuszczenia pałacu po swoim nieudanym antybolszewickim powstaniu w Moskwie w lipcu 1918 r. W budynku zaczęły wówczas działać kursy doskonalące dla dowódców Armii Czerwonej. W latach 20. i 30. XX wieku w budynku funkcjonowała Leningradzka Szkoła Piechoty, zaś od 1958 r. – Leningradzka Suworowska szkoła wojskowa. W 2019 r. pałac Woroncowa stał się siedzibą III sądu kasacyjnego w Petersburgu.